# Nút giao thông Suwon–Singal

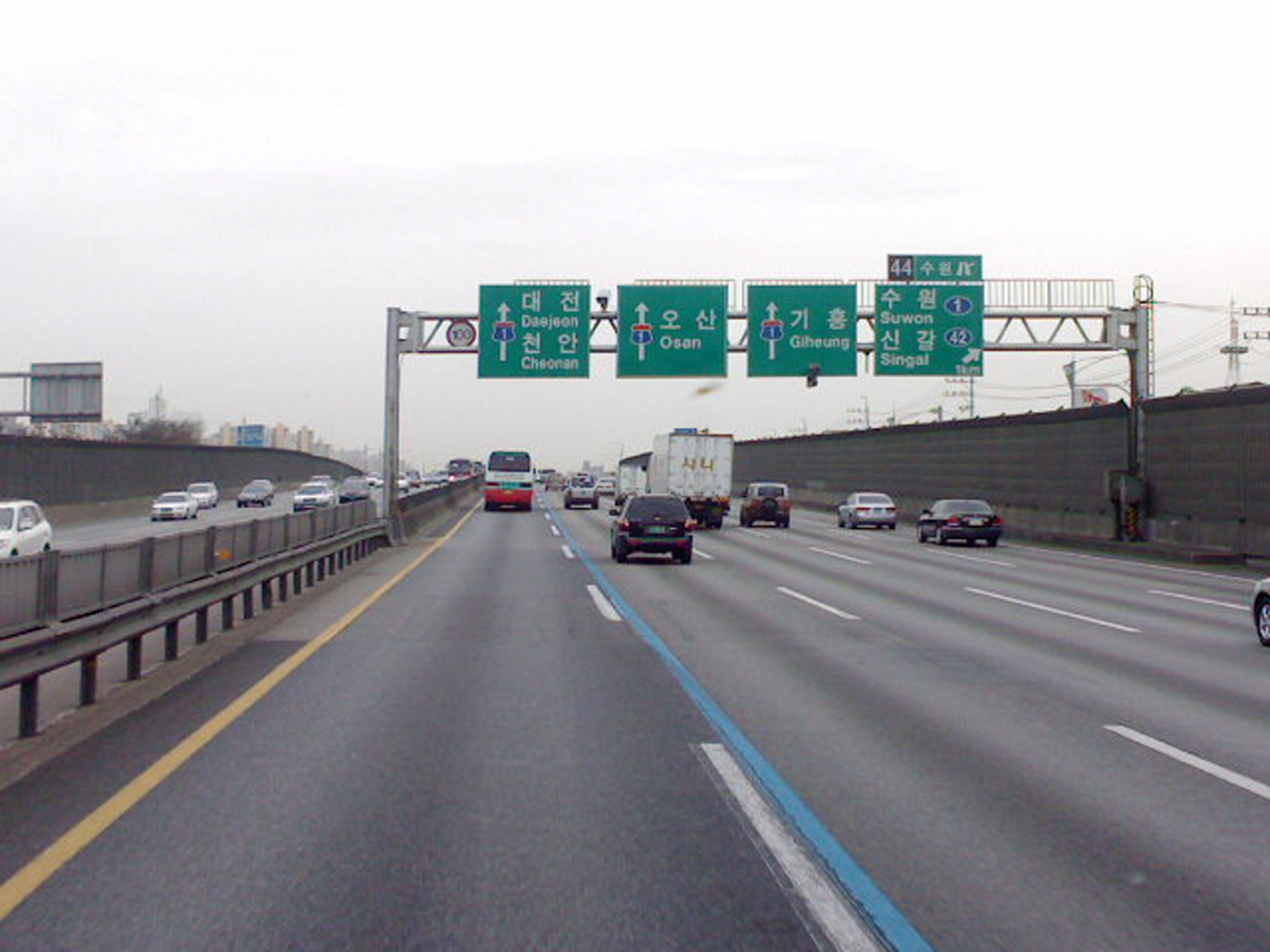
Biển báo nút giao thông Suwon hướng đi Busan trước năm 2010

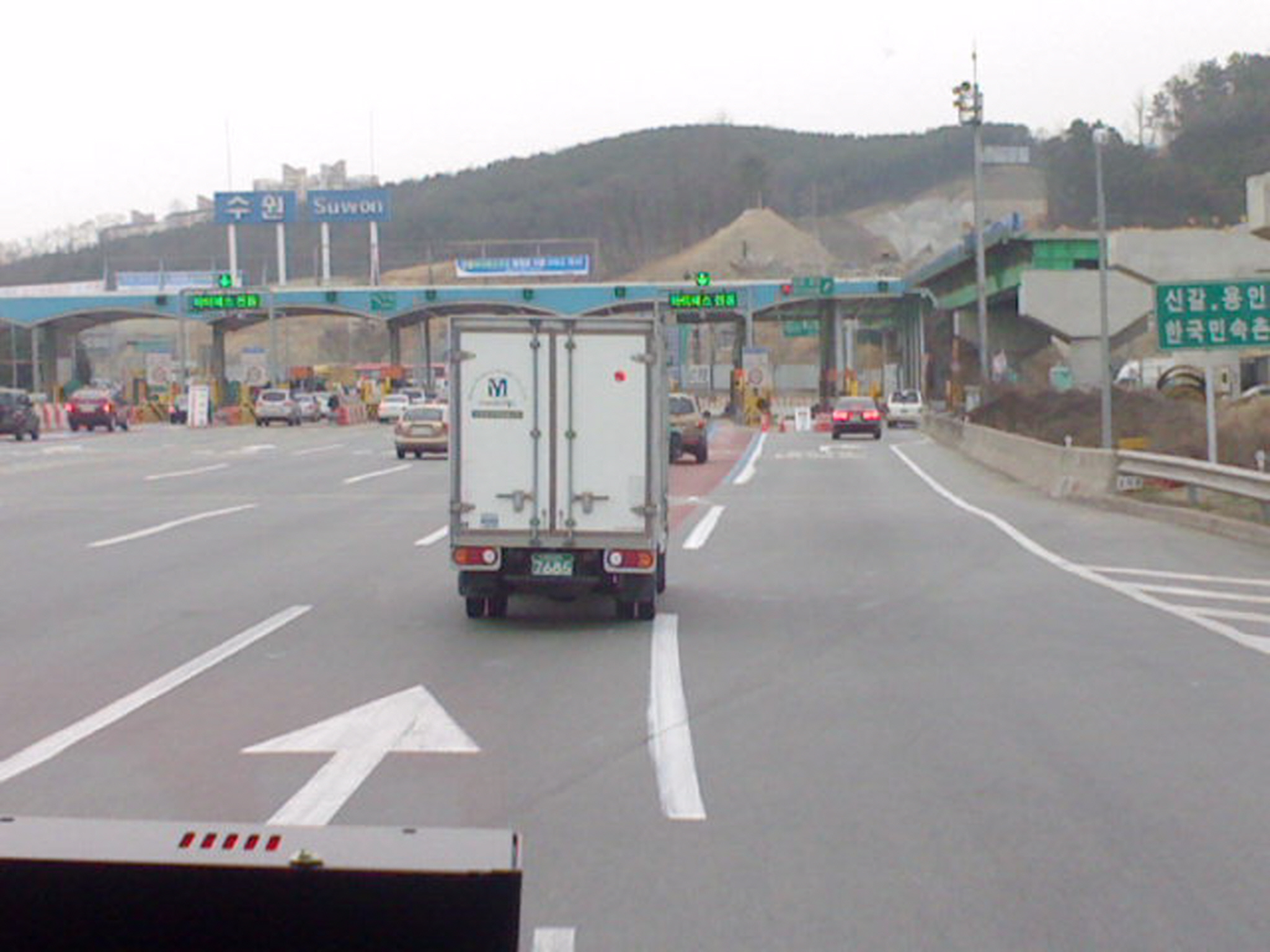
Theo hướng lối ra của trạm thu phí tại Nút giao thông Suwon trước năm 2010

Nút giao thông Suwon–Singal (Tiếng Hàn: 수원신갈 나들목, 수원신갈IC) còn được gọi là Suwon–Singal IC là nút giao thông số 44 của Đường cao tốc Gyeongbu ở Sanggal-dong, Giheung-gu, Yongin-si, Gyeonggi-do. Lối vào giao lộ giáp với Yeongdeok-dong và Singal-dong, Giheung-gu. Nút giao đường cao tốc đầu tiên được xây dựng trên Đường cao tốc Gyeongbu tại thời điểm khai trương, được đặt tên là Nút giao thông Suwon và Nút giao thông Singali. Nó đã được đổi thành tên hiện tại vào ngày 1 tháng 1 năm 2015. Tuy nhiên, sau một thời gian sử dụng tên hiện tại của Nút giao thông Suwon, phải đến ngày 21 tháng 4 năm 2015, biển tên và biển báo trạm thu phí mới được thay thế.

## Lịch sử
- 21 tháng 12 năm 1968: Khai trương đoạn Seoul-Suwon của Đường cao tốc Gyeongbu, Nút giao thông Suwon được khai trương[3]
- 4 tháng 11 năm 1994: Thay đổi diện tích đường giữa Sanggal-ri và Yeongdeok-ri, Giheung-eup, Yongin-gun, Gyeonggi-do, 528m để mở rộng trạm thu phí nút giao thông cho đến tháng 12 năm 1995[4]
- 5 tháng 11 năm 1997: Thông báo về Nút giao thông Singal-ri với Nút giao thông Suwon tại quảng trường giao thông của Khu Quy hoạch Đô thị Singal[5]
- 22 tháng 6 năm 2006: Thay đổi quảng trường giao thông trong quận quy hoạch đô thị Yongin do dự án cải thiện giao lộ Suwon vào năm 2010[6]
- 1 tháng 1 năm 2015: Đổi tên thành Nút giao thông Suwon–Singal

## Lối vào nút giao thông
- Jungbu-daero (Quốc lộ 42, Tỉnh lộ 98)
- Shinsuro
- Galcheon-ro

## Cấu trúc
Khi nó mở cửa vào ngày 21 tháng 12 năm 1968, cấu trúc có hình chiếc kèn. Tuy nhiên, do tắc nghẽn giao thông thường xuyên xảy ra xung quanh khu vực nút giao do lưu lượng giao thông tăng lên, công việc cải tạo nút giao để giải quyết vấn đề này đã bắt đầu vào tháng 6 năm 2006 và vào ngày 8 tháng 2 năm 2010, các con đường tiếp cận theo hướng Seoul và Busan đã được di chuyển khoảng 1km về phía nam. Ban đầu, vào cuối tháng 6 năm 2010, văn phòng bán hàng chỉ có lối vào được xây dựng lại và thay đổi cấu trúc.
- Vị trí: Sanggal-dong, Giheung-gu, Yongin-si, Gyeonggi-do
- Văn phòng: 240 Hagal-ro, Giheung-gu, Yongin-si, Gyeonggi-do (Sanggal-dong)
- Trạm thu phí (chỉ dành cho lối vào): Sanggal-dong, Giheung-gu, Yongin-si, Gyeonggi-do
- Trạm thu phí (chỉ dành cho lối vào): 3-2 Yeongdeok-dong, Giheung-gu, Yongin-si, Gyeonggi-do
- Korea Expressway Corporation Suwon Branch: 2062 Deokyeong-daero, Giheung-gu, Yongin-si, Gyeonggi-do (Yeongdeok-dong)